# Abisara fylloides
Abisara fylloides is een vlindersoort uit de familie van de prachtvlinders (Riodinidae), onderfamilie Nemeobiinae.
Abisara fylloides werd in 1901 beschreven door Moore.